# 张景华 (1916年)
张景华（1916年—1991年），男，江苏淮阴人，中华人民共和国政治人物、军事人物，曾任八一电影制片厂厂长政治委员、厂长，中国电影家协会常务理事。